# Takumi Morikawa
Takumi Morikawa (森川 拓巳, Morikawa Takumi) est un footballeur japonais né le 11 juillet 1977.